# Gabi Herrlich
Gabi Herrlich (* 24. Februar 1955) ist eine ehemalige deutsche Basketballspielerin.

## Werdegang
Herrlich war Teilnehmerin der Europameisterschaftsendrunden 1974 in Italien, 1976 in Frankreich, 1978 in Polen, 1981 in Italien und 1983 in Ungarn. Bei der EM 1981 lag sie mit einem Wert von 7,6 Punkten je Begegnung auf dem dritten Rang der deutschen Korbschützinnen. Insgesamt wurde sie zwischen April 1974 und September 1983 in 99 Länderspielen eingesetzt.
Auf Vereinsebene spielte Herrlich lange für den TV Grafenberg in der Bundesliga. Später war sie bei dem Düsseldorfer Verein auch als Trainerin tätig.